# Стародубский район
Староду́бский райо́н — административно-территориальная единица (район) и упразднённое муниципальное образование (муниципальный район) в Брянской области России.
Административный центр — город Стародуб (в состав муниципального района не входил).
С 1 августа 2020 года муниципальный район был объединён со Стародубом в Стародубский муниципальный округ.

## География
Расположен на юге области. Площадь района — 1750 км². Основные реки — Бабинец, Вабля, Ревна.
В результате аварии на Чернобыльской АЭС 26 апреля 1986 года территория района была загрязнена долгоживущими радионуклидами: плутонием, америцием, строением, цезием.
Согласно Распоряжению Правительства РФ Стародубский муниципальный округ:
IV. Зона проживания с льготным социально-экономическим статусом
г. Стародуб
с. Азаровка
с. Алейниково
с. Алефин
пос. Барбино
дер. Басихин
дер. Березовка
пос. Берновичский
дер. Буда-Корецкая
с. Буда-Понуровская
пос. Васильевка (бывшее сельское поселение Воронокское)
пос. Васильевка (бывшее сельское поселение Десятуховское)
пос. Вербовка
дер. Вишенки
пос. Водотище
пос. Волна
пос. Вольный
с. Воронок
пос. Ворчаны
дер. Гриденки
с. Дареевичи
с. Дедов
с. Демьянки
с. Дохновичи
хут. Друговщина
пос. Дубрава
с. Елионка
с. Еремин
пос. Желанный
пос. Жеча
с. Занковка
с. Запольские Халеевичи
пос. Иванчиков
дер. Истровка
хут. Каменчуковка
дер. Камень
с. Картушин
пос. Ковалевщина
дер. Коробовщина
хут. Коровченка
дер. Крапивна
пос. Красиловка
пос. Красная Звезда
пос. Красный
с. Крутая Буда
дер. Крюков
пос. Кудрявцев
с. Курковичи
с. Левенка
пос. Липица
с. Литовск
с. Логоватое
с. Ломаковка
с. Лужки
пос. Луканичи
дер. Мадеевка
пос. Май
дер. Макаровка
пос. Малиновка
дер. Малышкин
дер. Мацковка
с. Меленск
с. Мереновка
с. Мишковка
с. Мохоновка
дер. Мытничи
с. Нижнее
хут. Новенький
с. Новомлынка
дер. Обуховка
дер. Озерное
с. Остроглядово
пос. Первомайский
хут. Плоцкое
пос. Поляна
с. Понуровка
дер. Приваловка
дер. Прокоповка
с. Пролетарск
пос. Раздолье
с. Рябцево
с. Селище
с. Сергеевск
дер. Случок
дер. Соколовка
с. Солова
с. Старые Халеевичи
пос. Стодолы
с. Стратива
дер. Суховерхово
с. Суходолье
с. Тарасовка
дер. Тютюри
дер. Хомутовка
пос. Червонный Яр
дер. Човпня
с. Чубковичи
с. Шкрябино
с. Ярцево

## История
Исторически Стародубщина входила в состав Чернигово-Северской земли. В конце XII века эта земля подчинялась Чернигову, уже имея свой геральдический знак с изображением кряжистого дуба.
Позднее на территории нынешнего района находилось Стародубское удельное княжество, которое в 1522 году было ликвидировано. С 1663 года эти земли входили в состав Стародубского казацкого полка, а Новгород-Северский был лишь сотенным городом этого полка. Со второй половины XVII века город Стародуб стал крупным региональным рынком для товаров  между польскими, литовскими и русскими городами, в городе проходило две ежегодных ярмарки.
В 1917—1919 годах территория нынешнего Стародубского района входила в состав Украинской Народной Республики. В 1919 году Стародубский уезд был включен в состав Гомельской губернии РСФСР. В 1926 году, в связи с расформированием Гомельской губернии, вошёл в состав Брянской губернии.
В 1929 году, с введением нового административного деления, губернии и уезды были ликвидированы. Был образован Стародубский район, который первоначально вошёл в Клинцовский округ Западной области с центром в г. Смоленске. 5 июля 1944 года Указом Президиума Верховного Совета СССР была образована Брянская область, в состав которой, наряду с другими, был включён и Стародубский район.
22 ноября 1957 года к Стародубскому району была присоединена часть территории упразднённого Воронокского района.

## Население
| 2002    | 2009    | 2010    | 2011    | 2012    | 2013    | 2014    | 2015    | 2016    |
| ------- | ------- | ------- | ------- | ------- | ------- | ------- | ------- | ------- |
| 44 573  | ↘40 778 | ↘21 404 | ↘21 230 | ↘20 770 | ↘20 471 | ↘20 166 | ↘19 839 | ↘19 433 |
| 2017    | 2018    | 2019    | 2020    |         |         |         |         |         |
| ↘19 123 | ↘18 750 | ↘18 351 | ↘18 212 |         |         |         |         |         |

### Национальный состав
По итогам переписи населения 2020 года проживали следующие национальности (национальности менее 0,1 % и другое, см. в сноске к строке «Другие»):
| Национальность | Численность, чел. | Доля     |
| -------------- | ----------------- | -------- |
| Русские        | 32 598            | 92,07 %  |
| Таджики        | 297               | 0,84 %   |
| Украинцы       | 212               | 0,60 %   |
| Азербайджанцы  | 190               | 0,54 %   |
| Армяне         | 64                | 0,18 %   |
| Белорусы       | 46                | 0,13 %   |
| Узбеки         | 41                | 0,12 %   |
| Другие         | 1956              | 5,52 %   |
| Итого          | 35 404            | 100,00 % |

## Административно-муниципальное устройство
Стародубский район в рамках административно-территориального устройства области, включал 5 административно-территориальных единиц — 5 сельских административных округов — и городской административный округ. Постановлением Правительства Брянской области от 24.08.2020 № 389-п сельские административные округа были упразднены.
Стародубский муниципальный район в рамках муниципального устройства, включал на момент упразднения 5 муниципальных образований нижнего уровня со статусом сельских поселений:
| №        | Муниципальное образование                | Административный центр    | Количество населённых пунктов | Население (чел.) | Площадь (км²) |
| -------- | ---------------------------------------- | ------------------------- | ----------------------------- | ---------------- | ------------- |
| 1        | Воронокское сельское поселение           | село Воронок              | 9                             | ↗4300            |               |
| 1.000001 | Гарцевское сельское поселение            | село Гарцево              | 18                            | ↘923             |               |
| 2        | Десятуховское сельское поселение         | посёлок Десятуха          | 28                            | ↗4690            |               |
| 2.000002 | Занковское сельское поселение            | посёлок Красный           | 17                            | ↘1573            |               |
| 3        | Запольскохалеевичское сельское поселение | село Запольские Халеевичи | 8                             | ↗3534            |               |
| 3.000003 | Каменское сельское поселение             | деревня Камень            | 6                             | ↘1438            |               |
| 4        | Меленское сельское поселение             | село Меленск              | 18                            | ↗2719            |               |
| 4.000004 | Мишковское сельское поселение            | село Мишковка             | 12                            | ↘1872            |               |
| 4.000005 | Мохоновское сельское поселение           | село Мохоновка            | 20                            | ↘2529            |               |
| 5        | Понуровское сельское поселение           | село Понуровка            | 13                            | ↗2969            |               |

После муниципальной реформы 2005 года, сперва в муниципальном районе к 1 января 2006 года было создано 10 муниципальных образований со статусом сельских поселений.
Законом Брянской области от 8 мая 2019 года были упразднены:
- Каменское сельское поселение — включено в Воронокское сельское поселение;
- Мишковское сельское поселение — включено в Десятуховское сельское поселение;
- Мохоновское сельское поселение — включено в Запольскохалеевичское сельское поселение;
- Гарцевское сельское поселение — включено в Меленское сельское поселение;
- Занковское сельское поселение — включено в Понуровское сельское поселение.

## Населённые пункты
В районе 149 населённых пунктов:
| №   | Населённый пункт     | Тип     | Население | Муниципальное образование                |
| --- | -------------------- | ------- | --------- | ---------------------------------------- |
| 1   | Азаровка             | село    | ↘342      | Понуровское сельское поселение           |
| 2   | Алейниково           | село    | ↘257      | Воронокское сельское поселение           |
| 3   | Алефин               | село    | ↘29       | Десятуховское сельское поселение         |
| 4   | Артюшково            | село    | ↘30       | Меленское сельское поселение             |
| 5   | Барбино              | посёлок | ↘5        | Понуровское сельское поселение           |
| 6   | Басихин              | деревня | →20       | Десятуховское сельское поселение         |
| 7   | Берёзовка            | деревня | ↗237      | Понуровское сельское поселение           |
| 8   | Берновичи            | деревня | ↘21       | Меленское сельское поселение             |
| 9   | Берновичский         | посёлок | ↗5        | Меленское сельское поселение             |
| 10  | Бродок               | посёлок | ↘81       | Десятуховское сельское поселение         |
| 11  | Буда-Корецкая        | деревня | ↘19       | Понуровское сельское поселение           |
| 12  | Буда-Понуровская     | село    | →0        | Понуровское сельское поселение           |
| 13  | Бучки                | деревня | ↘43       | Меленское сельское поселение             |
| 14  | Васильевка           | посёлок | ↘55       | Воронокское сельское поселение           |
| 15  | Васильевка           | посёлок | ↘20       | Десятуховское сельское поселение         |
| 16  | Вербовка             | посёлок | ↘4        | Десятуховское сельское поселение         |
| 17  | Вишенки              | деревня | ↘29       | Запольскохалеевичское сельское поселение |
| 18  | Водотище             | посёлок | ↗21       | Десятуховское сельское поселение         |
| 19  | Волна                | посёлок | →1        | Понуровское сельское поселение           |
| 20  | Вольный              | посёлок | ↘2        | Меленское сельское поселение             |
| 21  | Воронок              | село    | ↘1076     | Воронокское сельское поселение           |
| 22  | Ворчаны              | посёлок | ↘6        | Десятуховское сельское поселение         |
| 23  | Выстриково           | деревня | ↘18       | Меленское сельское поселение             |
| 24  | Вязовск              | деревня | ↘16       | Меленское сельское поселение             |
| 25  | Газуки               | деревня | ↘86       | Меленское сельское поселение             |
| 26  | Галенск              | село    | ↘57       | Меленское сельское поселение             |
| 27  | Галещина             | посёлок | ↘17       | Меленское сельское поселение             |
| 28  | Гарцево              | село    | ↘191      | Меленское сельское поселение             |
| 29  | Голибисово           | деревня | ↘15       | Меленское сельское поселение             |
| 30  | Горислово            | деревня | ↘21       | Меленское сельское поселение             |
| 31  | Горный               | посёлок | ↘6        | Меленское сельское поселение             |
| 32  | Гриденки             | деревня | ↗141      | Меленское сельское поселение             |
| 33  | Гудковский           | посёлок | →0        | Десятуховское сельское поселение         |
| 34  | Гусли                | посёлок | →38       | Десятуховское сельское поселение         |
| 35  | Дареевичи            | село    | ↘384      | Запольскохалеевичское сельское поселение |
| 36  | Дедов                | село    | ↘74       | Десятуховское сельское поселение         |
| 37  | Дедюки               | посёлок | ↘8        | Меленское сельское поселение             |
| 38  | Демьянки             | село    | ↗289      | Понуровское сельское поселение           |
| 39  | Десятуха             | посёлок | ↘1218     | Десятуховское сельское поселение         |
| 40  | Днепровка            | посёлок | ↘14       | Запольскохалеевичское сельское поселение |
| 41  | Дохновичи            | село    | ↘735      | Десятуховское сельское поселение         |
| 42  | Друговщина           | хутор   | ↗135      | Понуровское сельское поселение           |
| 43  | Дубняки              | посёлок | →0        | Понуровское сельское поселение           |
| 44  | Дубрава              | посёлок | ↗29       | Десятуховское сельское поселение         |
| 45  | Елионка              | село    | ↘514      | Воронокское сельское поселение           |
| 46  | Еремин               | село    | ↘7        | Десятуховское сельское поселение         |
| 47  | Желанный             | посёлок | ↘0        | Десятуховское сельское поселение         |
| 48  | Жёлтая Акация        | посёлок | ↗6        | Меленское сельское поселение             |
| 49  | Жеча                 | посёлок | ↗101      | Меленское сельское поселение             |
| 50  | Заболотье            | посёлок | →2        | Десятуховское сельское поселение         |
| 51  | Занковка             | село    | ↘178      | Понуровское сельское поселение           |
| 52  | Запольские Халеевичи | село    | ↘446      | Запольскохалеевичское сельское поселение |
| 53  | Зелёный Гай          | посёлок | ↘29       | Запольскохалеевичское сельское поселение |
| 54  | Иванчиков            | посёлок | ↘9        | Десятуховское сельское поселение         |
| 55  | Ильбово              | деревня | ↘190      | Меленское сельское поселение             |
| 56  | Истровка             | деревня | ↘18       | Воронокское сельское поселение           |
| 57  | Каменчуковка         | хутор   | ↘7        | Понуровское сельское поселение           |
| 58  | Камень               | деревня | ↘293      | Воронокское сельское поселение           |
| 59  | Картушин             | село    | ↘270      | Понуровское сельское поселение           |
| 60  | Кирпичики            | посёлок | ↗13       | Десятуховское сельское поселение         |
| 61  | Ковалево             | село    | ↘203      | Меленское сельское поселение             |
| 62  | Ковалевщина          | посёлок | ↘0        | Понуровское сельское поселение           |
| 63  | Колодезки            | село    | ↘64       | Меленское сельское поселение             |
| 64  | Коробовщина          | деревня | ↗35       | Десятуховское сельское поселение         |
| 65  | Коровченка           | хутор   | ↘62       | Запольскохалеевичское сельское поселение |
| 66  | Крапивна             | деревня | ↘39       | Запольскохалеевичское сельское поселение |
| 67  | Красиловка           | посёлок | ↘33       | Понуровское сельское поселение           |
| 68  | Красная Звезда       | посёлок | ↘63       | Понуровское сельское поселение           |
| 69  | Красный              | посёлок | →299      | Понуровское сельское поселение           |
| 70  | Круглое              | посёлок | →0        | Десятуховское сельское поселение         |
| 71  | Крутая Буда          | село    | ↘131      | Воронокское сельское поселение           |
| 72  | Крюков               | деревня | ↘297      | Воронокское сельское поселение           |
| 73  | Кудрявцев            | посёлок | ↘32       | Десятуховское сельское поселение         |
| 74  | Кулики               | посёлок | →0        | Запольскохалеевичское сельское поселение |
| 75  | Курковичи            | село    | ↘421      | Понуровское сельское поселение           |
| 76  | Левенка              | село    | ↗618      | Десятуховское сельское поселение         |
| 77  | Липица               | посёлок | ↘0        | Понуровское сельское поселение           |
| 78  | Литовск              | село    | ↘47       | Запольскохалеевичское сельское поселение |
| 79  | Логоватое            | село    | →302      | Воронокское сельское поселение           |
| 80  | Ломаковка            | село    | ↘226      | Воронокское сельское поселение           |
| 81  | Лужки                | село    | ↘431      | Воронокское сельское поселение           |
| 82  | Луканичи             | посёлок | ↘0        | Десятуховское сельское поселение         |
| 83  | Ляды                 | посёлок | ↘11       | Меленское сельское поселение             |
| 84  | Мадеевка             | деревня | ↘63       | Запольскохалеевичское сельское поселение |
| 85  | Май                  | посёлок | ↘13       | Запольскохалеевичское сельское поселение |
| 86  | Макаровка            | деревня | →17       | Понуровское сельское поселение           |
| 87  | Малиновка            | посёлок | ↘3        | Понуровское сельское поселение           |
| 88  | Малышкин             | деревня | →2        | Понуровское сельское поселение           |
| 89  | Мацковка             | деревня | ↘16       | Запольскохалеевичское сельское поселение |
| 90  | Меженики             | деревня | ↘108      | Меленское сельское поселение             |
| 91  | Меленск              | село    | ↗1021     | Меленское сельское поселение             |
| 92  | Мереновка            | село    | →201      | Десятуховское сельское поселение         |
| 93  | Мирный               | посёлок | →0        | Десятуховское сельское поселение         |
| 94  | Михайловск           | село    | ↘108      | Меленское сельское поселение             |
| 95  | Мишковка             | село    | ↘586      | Десятуховское сельское поселение         |
| 96  | Мохоновка            | село    | ↗195      | Запольскохалеевичское сельское поселение |
| 97  | Мытничи              | деревня | ↘26       | Запольскохалеевичское сельское поселение |
| 98  | Невзорово            | деревня | ↘14       | Меленское сельское поселение             |
| 99  | Невструево           | деревня | ↗38       | Десятуховское сельское поселение         |
| 100 | Нижнее               | село    | ↘404      | Воронокское сельское поселение           |
| 101 | Новенький            | хутор   | ↗56       | Запольскохалеевичское сельское поселение |
| 102 | Новое Село           | село    | ↘254      | Меленское сельское поселение             |
| 103 | Новомлынка           | село    | ↘263      | Понуровское сельское поселение           |
| 104 | Новополье            | посёлок | ↘51       | Запольскохалеевичское сельское поселение |
| 105 | Обуховка             | деревня | ↘3        | Понуровское сельское поселение           |
| 106 | Озерище              | посёлок | →2        | Десятуховское сельское поселение         |
| 107 | Озёрное              | деревня | ↘15       | Понуровское сельское поселение           |
| 108 | Осколково            | село    | ↘87       | Запольскохалеевичское сельское поселение |
| 109 | Остроглядово         | село    | ↘512      | Запольскохалеевичское сельское поселение |
| 110 | Пантусов             | село    | ↘281      | Десятуховское сельское поселение         |
| 111 | Первомайский         | посёлок | ↘0        | Понуровское сельское поселение           |
| 112 | Пестриково           | деревня | ↘118      | Меленское сельское поселение             |
| 113 | Печеники             | село    | ↘78       | Десятуховское сельское поселение         |
| 114 | Плоцкое              | хутор   | ↘86       | Понуровское сельское поселение           |
| 115 | Победа               | посёлок | →5        | Меленское сельское поселение             |
| 116 | Покослово            | деревня | ↘45       | Запольскохалеевичское сельское поселение |
| 117 | Поляна               | посёлок | →2        | Понуровское сельское поселение           |
| 118 | Понуровка            | село    | ↘522      | Понуровское сельское поселение           |
| 119 | Приваловка           | деревня | ↘51       | Понуровское сельское поселение           |
| 120 | Прокоповка           | деревня | ↗144      | Запольскохалеевичское сельское поселение |
| 121 | Пролетарск           | село    | ↘121      | Десятуховское сельское поселение         |
| 122 | Пятовск              | село    | ↘498      | Запольскохалеевичское сельское поселение |
| 123 | Раздолье             | посёлок | ↘12       | Десятуховское сельское поселение         |
| 124 | Решетки              | село    | ↘26       | Меленское сельское поселение             |
| 125 | Рябцево              | село    | →0        | Запольскохалеевичское сельское поселение |
| 126 | Савенки              | деревня | ↗84       | Меленское сельское поселение             |
| 127 | Садовая              | деревня | ↘22       | Меленское сельское поселение             |
| 128 | Селище               | село    | ↘291      | Запольскохалеевичское сельское поселение |
| 129 | Сергеевск            | село    | →89       | Запольскохалеевичское сельское поселение |
| 130 | Случок               | деревня | ↘290      | Десятуховское сельское поселение         |
| 131 | Соколовка            | деревня | ↗23       | Понуровское сельское поселение           |
| 132 | Солова               | село    | ↘362      | Воронокское сельское поселение           |
| 133 | Старые Халеевичи     | село    | ↘208      | Запольскохалеевичское сельское поселение |
| 134 | Степок               | село    | ↗124      | Десятуховское сельское поселение         |
| 135 | Стодолы              | посёлок | ↗43       | Десятуховское сельское поселение         |
| 136 | Стратива             | село    | ↘206      | Воронокское сельское поселение           |
| 137 | Суховерхово          | деревня | ↘79       | Меленское сельское поселение             |
| 138 | Суходолье            | село    | →13       | Десятуховское сельское поселение         |
| 139 | Тарасовка            | село    | ↘205      | Десятуховское сельское поселение         |
| 140 | Тютюри               | деревня | ↘36       | Десятуховское сельское поселение         |
| 141 | Хомутовка            | деревня | ↘102      | Десятуховское сельское поселение         |
| 142 | Червонный Яр         | посёлок | ↗15       | Запольскохалеевичское сельское поселение |
| 143 | Човпня               | деревня | →6        | Десятуховское сельское поселение         |
| 144 | Чубковичи            | село    | ↘353      | Воронокское сельское поселение           |
| 145 | Шершевичи            | деревня | ↘33       | Меленское сельское поселение             |
| 146 | Шкрябино             | село    | ↘450      | Запольскохалеевичское сельское поселение |
| 147 | Шняки                | деревня | ↘23       | Меленское сельское поселение             |
| 148 | Ярцево               | село    | ↘133      | Запольскохалеевичское сельское поселение |
| 149 | Яцковичи             | село    | ↘42       | Меленское сельское поселение             |

### Упразднённые населённые пункты
В 2010 г. упразднены посёлок Ляды, поселок Красный Октябрь, посёлок Осиновка, поселок Дружный, посёлок Красный Дуб, посёлок Таврика, деревня Малая Елионочка, посёлок Белоусов, посёлок Ойстрица, посёлок Кулево, железнодорожный разъезд Яцковичи, посёлок Свобода, посёлок Забава, деревня Хмелёвка, посёлок Лосинец, посёлок Вишневский, посёлок Зелёный Клин, посёлок Ленский, посёлок Дубина, посёлок Марица.

## Экономика
В Стародубском районе выращивают картофель, овощи, пшеницу, рожь, ячмень, овёс, гречиху, а также кукурузу на силос и кормовую свёклу. Молочно-мясное скотоводство.

## Геология

### Полезные ископаемые
На территории района находится несколько месторождений глин, титан-цирконовых песков и одна кимберлитовая трубка глубокого залегания (около 250—300 м под землёй).

#### Месторождения глин
- Стародубское месторождение кирпичных глин (50 млн м3, эксплуатируется)

#### Месторождения мела и карбонатов
- Левенское комплексное месторождение мела и карбонатных пород для известкования кислых почв (51 млн.т)

#### Месторождения титан-цирконовых песков
Месторождения находятся на западе района и входят в общую полосу месторождений Брянской области. Для Унечского и Стародубенского россыпных полей Брянского россыпного района оценены прогнозные ресурсы категории Р1, которые составляют: Унечское россыпное поле — 13,0 млн.т TiO2 (среднее 18,79 кг/м3 суммы титановых минералов); Стародубское россыпное поле — 24,0 млн.т TiO2 (среднее 32,15 кг/м3) соответственно. Наиболее эффективным способом разработки россыпей на глубине более 30 м может стать способ скважинной гидродобычи; разработан способ азотнокислого выщелачивания фосфатной оболочки на тяжелых минералах с получением комплексного минерального удобрения — нитрофоса, и ильменитового, рутилового, лейкоксенового и цирконового концентратов, а также кварцевого песка.

#### Кимберлитовые трубки
Малоизвестная трубка находится на глубине от 250 до 300 метров. Открыта в результате геологоразведочных работ в 1985 году.

## Транспорт
Через район проходит железнодорожная линии «Унеча—Хутор Михайловский».

## Достопримечательности
- Свято-Аннинская церковь в селе Чубковичи.
- Левенка 1 — древнерусское городище у села Левенка на мысу левобережной террасы реки Вабли[28].